# Giovanni Maria Diamare
Giovanni Battista Maria Diamare (Napoli, 20 aprile 1837 – Sessa Aurunca, 9 gennaio 1914) è stato un vescovo cattolico e teologo italiano.

## Biografia
Giovanni Battista Maria Diamare nacque a Napoli nel 1837. Nel 1861, dopo diversi studi letterari che lo resero un apprezzato dantista, venne ordinato prete. A fine marzo 1885 papa Leone XIII lo scelse come nuovo vescovo di Lacedonia e venne consacrato pochi giorni dopo, nella Basilica di San Giovanni Battista dei Fiorentini di Roma, dal cardinal Raffaele Monaco La Valletta (co-consacranti l'arcivescovo titolare di Melitene Felix-Marie de Neckere e il vescovo titolare di Nissa Placido Maria Schiaffino). Per favorire il livello culturale del clero, Diamare istituì incontri di formazione mensili denominati Accademia morale teologica del clero.
Il 1º giugno 1888 divenne vescovo di Sessa Aurunca. Anche in questo caso si impegnò in particolare sul piano culturale: a lui si deve la fondazione della biblioteca diocesana e del museo annesso (inizialmente ubicato in cattedrale ed intitolato a Papa Leone XIII), la sistemazione dell'archivio storico e la stesura di una storia della diocesi, Memorie critico-storiche della chiesa di Sessa Aurunca, pubblicata in due volumi tra il 1906 e il 1907. Inoltre, nel 1889 cedette al comune la parte vescovile dell'ex-monastero agostiniano locale, permettendo così la sua definitiva trasformazione in Liceo-Ginnasio.
Morì a Sessa Aurunca nel 1914. Oggi, per iniziativa del suo successore Antonio Napoletano, è a lui dedicato il museo diocesano locale.

## Genealogia episcopale
La genealogia episcopale è:
- Cardinale Scipione Rebiba
- Cardinale Giulio Antonio Santori
- Cardinale Girolamo Bernerio, O.P.
- Arcivescovo Galeazzo Sanvitale
- Cardinale Ludovico Ludovisi
- Cardinale Luigi Caetani
- Cardinale Ulderico Carpegna
- Cardinale Paluzzo Paluzzi Altieri degli Albertoni
- Papa Benedetto XIII
- Papa Benedetto XIV
- Cardinale Enrico Enriquez
- Arcivescovo Manuel Quintano Bonifaz
- Cardinale Buenaventura Córdoba Espinosa de la Cerda
- Cardinale Giuseppe Maria Doria Pamphilj
- Papa Pio VIII
- Papa Pio IX
- Cardinale Raffaele Monaco La Valletta
- Vescovo Giovanni Maria Diamare

## Opere
- La triplice corona di Dante, ovvero triplicato omaggio a Dante Alighieri nel VI centenario della sua nascita, Francesco Giannini e figli, Napoli, 1865
- Il seminario e la cattedrale, Napoli, 1895
- La chiesa di Sessa e la SS. Eucarestia, Napoli, 1896
- Le catacombe Suessane, in Conventus alter de Archeologia Christiana, Roma, 1900.
- Cenno storico critico sulla prodigiosa immagine della Vergine SS. Del Popolo, Napoli, 1903
- L'Immacolata - Novena e panegirico dell'Immacolato Concepimento di Maria, Rondinella-Loffredo, Napoli, 1904[11]
- Memorie critico-storiche della chiesa di Sessa Aurunca, 2 volumi, Tipografia Artigianelli, Napoli, 1906-1907
- Versione italiana dell'opuscolo di San Bonaventura delle cinque festività del fanciullo Gesù nel senso mistico esposte, Francesco Giannini e figli, Napoli, 1910[12]